# Le Grand Véfour
Le Grand Véfour je restaurace v Paříži. Nachází se v arkádách parku Jardin du Palais-Royal na rue de Beaujolais v centru města. Elegantní interiér je pojat v duchu neoklasicismu a od roku 1983 je zapsán na seznam Monument historique.
Restauraci otevřel v roce 1784 Antoine Aubertot pod názvem Café de Chartres. Sídlil zde také salon Mademoiselle Montansier. Roku 1820 se stal majitelem Jean Véfour, po kterém dostal podnik nový název. Zdejší specialitou se stala omáčka Mornay. Scházeli se zde pařížští prominenti, ke známým hostům patřili např. Napoleon Bonaparte, Victor Hugo, Alphonse de Lamartine, Jean Cocteau nebo Colette.
Počátkem dvacátého století restaurace upadla a její slávu obnovil až šéfkuchař Raymond Oliver, který zde působil od roku 1948. V pátek 23. prosince 1983 zde došlo k bombovému útoku, při němž bylo zraněno dvanáct osob, pachatelé nebyli dopadeni. Restauraci pak koupila a opravila rodina Taittingerů, spojená s výrobou šampaňského.
V roce 1991 nastoupil jako šéfkuchař Guy Martin, který se stal roku 2011 majitelem. Pod jeho vedením se podnik zaměřil na modernější a cenově dostupnější kuchyni. Restaurace má dvě hvězdy v Michelinově průvodci.